# ТЕС Енекоген
ТЕС Енекоген — теплова електростанція у Нідерландах, споруджена за технологією комбінованого парогазового циклу.
Станцію у складі двох однотипних енергоблоків, розташовану в портовій зоні Роттердаму, ввели в експлуатацію у 2011 році. В кожному блоці встановили по дві турбіни компанії Siemens: газову SGT5-4000F та парову SST5-5000, що разом забезпечують електричну потужність у 435 МВт.
Проектом передбачено, що за необхідності станція може працювати як ТЕЦ, передаючи залишкову теплову енергію підприємствам оточуючої індустріальної зони. При цьому зокрема планувалось, що тепло може використовувати перспективний термінал для прийому ЗПГ LionGas, якому для регазифікації необхідно нагріти охолоджений природний газ. Проте останній проект скасували ще до введення ТЕС Енекоген в експлуатацію.
Блоки станції розраховані на режим роботи із численними запусками (до 290 на рік), при цьому для досягнення повної потужності їм необхідно не більше 50 хвилин. Паливна ефективність ТЕС становить 59,5 %.
Воду для охолодження станція отримує із каналу Beerkanaal, на березі якого розташований її майданчик.
Вартість контракту на спорудження ТЕС становила 700 млн євро.